# Adrian Ilie
Adrian Bucurel Ilie (Craiova, Romania, 24 d'abril de 1974) és un exfutbolista romanès. Jugava de davanter, i entre altres equips va defensar al València de la Primera Divisió d'Espanya i a la selecció romanesa.

## Trajectòria
Va començar a jugar al modest Electroputere de la seua ciutat natal, i el 1993 dona el salt a l'Steaua de Bucarest, on aconsegueix una bona ratxa golejadora. El 1996 fitxaria pel Galatasaray SK turc, i dos anys després, recalaria al València CF.
Adrian Ilie va deixar un bon record en la capital del Túria, especialment en la temporada del seu debut a la competició espanyola, en la qual va marcar un total de 12 gols jugant només la segona volta del campionat, convertint-se en un dels "fitxatges d'hivern" més rendibles.
Després d'unes pobres dues últimes temporades a València, molt minvat físicament per les lesions, va arribar la temporada 2002/2003 al Deportivo Alavés, on va haver de repartir minuts amb Rubén Navarro i Iván Alonso, marcant sis gols en la temporada que va estar en terres vitorianes.
Posteriorment, la seua carrera va poseguir al Besiktas, FC Zürich i el modest Germinal Beerschot d'Anvers foren els seus següents conjunts. En el 2006, amb 31 anys, la complicada operació d'una lesió de turmell obliga Adrian Ilie a deixar la pràctica activa del futbol després de fitxar pel Germinal Beerschot, amb qui no arribaria a jugar ni un sol partit.
Per sorpresa, el 2009 anuncia la seua tornada als camps de joc dins del modest equip rus del Terek Grozny.

## Internacional
Va ser internacional amb la selecció de futbol de Romania en 55 partits, marcant 13 gols. Va formar part del combinat romanès que va disputar el Mundial de 1998, així com les Eurocopes de 1996 i 2000.

## Títols
- Liga 1 de Romania: 1994, 1995 i 1996
- Copa de Romania: 1996
- Supercopa de Romania: 1994 i 1995
- Lliga turca: 1997
- Supercopa turca: 1997
- Jugador romamés de l'any: 1998
- Copa del Rei: 1999
- Supercopa d'Espanya: 1999
- Lliga espanyola: 2002
- Copa de Suïssa: 2005

## Anecdotari
- Ilie és propietari del Forex Braşov, de la segona divisió romanesa.
- Al València va coincidir amb el seu germà, Sabin Ilie.